# Merci
Merci (в пер. со фр. — «спасибо») — марка шоколадных конфет, принадлежащая немецкой компании Storck.

## История
Конфеты Merci выпускаются с 1965 года. С 1966 года конфеты Merci продаются в Австрии. В настоящее время конфеты Merci продаются в более, чем 100 странах.

## Сорта
Всего выпускается 8 сортов Merci: сливки (Edel-Rahm), кофе и сливки (Kaffee-Sahne), лесной орех и миндаль (Mandel-Milch-Nuss), нуга (Edel-Nougat), марципан (Edel-Marzipan), топлёные сливки (herbe Sahne), шоколадный мусс (dunkle Mousse) и пралине (Milch-Praliné). Также продаются упаковки Merci Helle Vielfalt, Merci Herbe Vielfalt, Merci Mandel Knusper Vielfalt и Merci Mousse au Chocolat Vielfalt, каждая из которых имеет 4 вкуса.
С 1995 года некоторые сорта также продаются в небольших партиях под названием Merci Petits. Ещё одним дополнением является Merci Crocant, который состоит из кусочка фундука и сливок с миндалём и шоколадной глазурью.
Специально к Рождеству продукты упаковываются в формы ботинок, Санта-Клаусов, сердец и звёзд.

## Критика
С 2011 года между фирмой August Storck KG и управляющим четырёх кафе и кондитерских ведутся судебные разбирательства, поскольку фирма управляет магазинами в районе Франкфурта-на-Майне/Таунуса под названием «Café Merci». Фирма Storck стремится запретить употребление слова Merci в названии кафе. В этом смысле она подала в суд в соответствии с Законом о товарных знаках (§ 14 II, № 3) через несколько инстанций за эксплуатацию репутации и создание путаницы. Дело вызвало большой общественный интерес после того, как 23 мая 2012 года 6-й гражданский сенат OLG Франкфурта вынес решение в пользу исполнительного директора, но, тем не менее, после урегулирования спора при значительных затратах фирме Storck всё же пришлось провести ребрендинг кафе со всеми указаниями на их собственной упаковке, продуктах, рекламе, логотипах и так далее. В период с 14 по 15 февраля 2015 года газета Frankfurter Rundschau сообщила, что по соглашению обеих сторон «кафе Merci будет разрешено в будущем носить своё название с согласия Storck» (нем. «das Café Merci künftig mit Zustimmung von Storck seinen Namen führen dürfe»), по словам представителя Storck Бернда Ресслера. Подробности не были озвучены ни одной из сторон.
В апреле 2014 года в Швейцарии компанию Häberli Fruit Plants AG в Эгнахе, Тургау, впервые обвинили в том, что она нарушает права Storck на товарный знак созданием клубничного сорта Merci. Но в мае 2019 года Федеральный суд постановил, что наличие опасности путаницы исключено.